# 동락서원 강당
동락서원 강당(東洛書院 講堂)은 대한민국 경상북도 구미시, 동락서원에 있는 강당이다. 1985년 8월 5일 경상북도의 문화재자료 제21호로 지정되었다.

## 개요
동락서원은 조선 인조(재위 1623∼1649) 때 학자 여헌 장현광의 학문과 덕행을 추모하기 위해 위패를 모신 서원이다.
장현광은 인조 때 의정부 우참찬을 역임한 문관이다.
효종 6년(1655)에 그의 제자들이 세웠으며, 숙종 2년(1676)에 나라에서 현판을 받아 사액서원이 되었다. 고종 8년(1871)에는 흥선대원군의 서원철폐령으로 철거되었다가 1971년 서원 건물 전체를 다시 세웠다.
경내의 건물로는 3칸의 경덕사, 6칸의 중정당, 각 3칸의 동재와 서재, 신문, 3칸의 문루, 4칸의 고사 등이 있다. 이 가운데 강당인 중정당은 중앙에 마루를 두고 양쪽에 방을 두었는데 마루는 회합장소로 쓰고 있다.
이곳에서는 해마다 음력 2월과 8월에 제사를 지내고 있다.

## 참고 자료
- 동락서원강당 - 국가유산청 국가유산포털